# Lomonosov (město)
Lomonosov (rusky Ломоносов), do roku 1948 Oranienbaum (Ораниенбаум), je město v západním Rusku na pobřeží Finského zálivu, dnes součást Petrohradu.

## Název města
Původní název města se do němčiny překládá jako „pomerančovník“ (v moderní němčině je to Orangenbaum) a má se za to, že byl odvozen od palácového komplexu, který měl skleníky pro pěstování exotických rostlin, jako jsou pomerančovníky. Podle jiné verze toto jméno znamená „strom Oranžského“ na počest Viléma III. Oranžského, nizozemského stadtholdera a anglického krále, který byl idolem Petra Velikého, nebo bylo vypůjčeno z německé toponymie (město Oranienbaum v Anhaltském knížectví pojmenované princeznou Henriettou Kateřinou Nasavsko-Oranžskou po jejím domově) prostě jako „krásné“ jméno v módním duchu Petrovy éry.

## Poloha
Přímo naproti městu leží v zálivu pevnost Kronštadt na ostrově Kotlin, k němuž vybíhá dlouhá kosa, po které dnes vede petrohradský automobilový okruh. Ve městě se nacházejí cenné stavby z carské éry a parky. U moře je pomník námořníkům padlým při obraně Leningradu.

## Historie
Sídlo vzniklo kolem někdejší usedlosti, kterou dal v roce 1710 přebudovat na velkolepý palác regent a svého času faktický vládce Ruské říše Alexandr Menšikov s úmyslem přesunout sem své sídlo. V průběhu 18. století byl palácový komplex s rozsáhlým parkem rozšířen. K povýšení na město došlo v roce 1783. V roce 1908 bylo město elektrifikováno.
Město se dostalo do moci bolševiků v roce 1918, kdy byl zřízen místní sovět. Odtud řídili Trockij a Tuchačevskij potlačení Kronštadtského povstání. Za druhé světové války byl u kosy ke Kronštadtu potopen křižník Aurora, který, zčásti potopen a posazen na dno, se značnou měrou podílel na obraně Leningradu. Přestože bylo město značně poškozeno a ulice vedoucí ke kose (Kosaja) byla úplně celá zničena, nebylo toto území německou armádou nikdy dobyto. Po válce byl název změněn na Lomonosov, a to po vědci Michailu Lomonosovovi.

## Významné osobnosti
Narodil se zde dne 17. června 1882 (5. června podle juliánského kalendáře) světoznámý hudební skladatel Igor Fjodorovič Stravinskij.
V domě č. 4 na ulici Kosaja velmi často pobýval u svého strýce známý ruský spisovatel, zvaný Poe východu, Alexandr Romanovič Běljajev.